# VI Regió Militar
La VI Regió Militar també coneguda com a Capitania General de Burgos, correspon a una subdivisió històrica del territori espanyol des del punt de vista militar quant a l'assignació de recursos humans i materials amb vista a la defensa.

## Territori
La seva estructura va ser variant al llarg del temps: Originalment comprenia tres províncies de Castella la Vella (Santander, Burgos i Logronyo), la Comunitat Autònoma Basca (Àlaba, Guipúscoa i Biscaia), així com Navarra.
La Regió Militar respon ja a un model de defensa territorial històric, ja que des de 2002 les Forces Armades espanyoles s'organitzen en unitats tàctiques en funció de les comeses i missions assignades.

## Història

### Primers temps
La divisió d'Espanya en Capitanies Generals data de 1705, quan es van ajustar als antics regnes que constituïen la Monarquia Hispànica. Es tractaven de tretze regions: Andalusia, Aragó, Burgos, Canàries, Castella la Vella, Catalunya, Extremadura, Galícia, Costa de Granada, Guipúscoa, Mallorca, Navarra i València.
En 1898 es va tornar a dividir el territori peninsular en set noves Regions Militars, alhora que es van constituir les Comandàncies Generals de Balears, Canàries, Ceuta i Melilla. La VI Regió Militar té el seu origen en la Capitania General de Burgos, a la qual s'agreguen la Capitania General de Navarra i la de Guipúscoa, que comprenia les tres províncies basques.
Després de la proclamació de la Segona República en 1931, un decret governamental va dissoldre les regions militars i les va substituir per les Divisions Orgàniques. Al juliol de 1936, exercia la prefectura de la VI Divisió Orgànica el general Domènec Batet i Mestres. Ja iniciada la Guerra Civil Espanyola, un decret del Bàndol revoltat va dissoldre la VI Divisió Orgànica i va restablir l'antiga Sisena Regió Militar. A la VI Regió s'assigna el VI Cos d'Exèrcit amb dues divisions: la 61a (Burgos) i la 62a (Pamplona).